# Jacques II. de Crussol

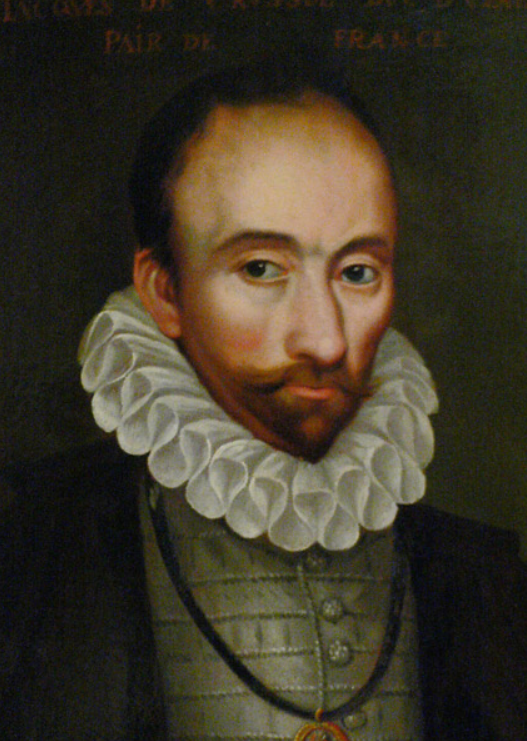
Jacques de Crussol, anonym, 16. Jahrhundert

Jacques II. de Crussol, 2. Herzog von Uzès (* 20. Juni 1540; † 7. September 1584) war ein protestantischer, dann katholischer Heerführer und Herzog während der französischen Religionskriege.
Er war 2. Duc d’Uzés, Comte de Crussol, Baron de Lévis etc., Seigneur d’Acier-en-Quercy etc. Bis zu seiner Nachfolge als Duc d’Uzès (1573) wurde er Seigneur d’Acier genannt.

## Leben
Jacques II. de Crussol ist der fünfte von acht Söhnen Sohn von Charles de Crussol, Vicomte d’Uzès (1510–1546), und Jeanne de Gourdon de Genouillac, Dame d’Acier. Sein ältester Bruder ist Antoine de Crussol (1528–1573), der 1566 zum Duc d’Uzès und 1572 zum Pair de France ernannt wurde; sein jüngster Bruder ist Galliot de Crussol (1543–1572), der als Seigneur de Beaudiné bekannt ist und in der Bartholomäusnacht ermordet wurde. Obwohl er katholisch getauft wurde, sorgte seine Mutter dafür, dass er und seine Geschwister in einem protestantischen Haushalt aufwuchsen. Von seiner Mutter erbte er die Baronie d’Acier, nach der er bekannt ist.

## Herrschaft Karls IX. (1560–1574)

### Erster Hugenottenkrieg
Zu Beginn des Jahres 1562, während sein Bruder sich darum kümmerte, dass der Süden Frankreichs die Edikte des Königs befolgte, nahm d’Acier ein Angebot der protestantischen Kirche des Languedoc an, ihr militärischer Beschützer zu sein. Im kurz darauf ausbrechenden Ersten Hugenottenkriegs führte er einen Terrorfeldzug im Languedoc und wurde für sein grausames Vorgehen bekannt. Als militärischer Befehlshaber der Rebellen in der Region überwachte er die Einnahme von Béziers und Marseillan. Auf seinem Banner prangte eine Hydra, die katholische Kardinäle darstellte, die von einem protestantischen Herkules zermalmt wurden. Sein Erfolg währte jedoch nicht lange, und er wurde von Guillaume de Joyeuse besiegt. Verbittert über die Niederlage zog er sich nach Montpellier zurück. Joyeuse versuchte, ihn zu belagern, doch er bereitete die Stadt gut vor, konnte dessen Versuche zurückschlagen und ging erneut in die Offensive. Er nahm die Stadt Bourg-Saint-Andéol ein und massakrierte ihre Garnison. Im November 1562 wurde sein Bruder Crussol von den Protestanten dazu überredet, die Rolle des Gouverneurs des Languedoc zu übernehmen; er setzte seinen Bruder Galliot de Crussol, Seigneur de Beaudiné, kurzerhand als Generalleutnant der Region ein. D’Acier seinerseits wurde zum Generalleutnant und Gouverneur von Nîmes ernannt.

### Surprise de Meaux (1567)
Mit dem Frieden, der auf den Ersten Hugenottenkrieg folgte, wurde die Ordnung im Languedoc wiederhergestellt. Damville setzte in der gesamten Region katholische Stadträte als Statthalter ein und ignorierte dabei die vehementen Proteste von Crussol und d’Acier. D’Acier gehörte zu den protestantischen Adligen, die sich verschworen hatten, um die Surprise de Meaux (28. September 1567) zu arrangieren, wobei seine Rolle darin bestand, sich zeitgleich mit der Gefangennahme des Königs im Süden zu erheben und die Städte des Languedoc einzunehmen.

### Zweiter Hugenottenkrieg (1567/68)
Er überwachte die Zerstörung der Kathedrale von Uzès, der Heimatstadt seiner Familie, um die Materialien für den Ausbau der Kathedrale zu verwenden und zog dann mit seinem Bruder Beaudiné nach Nîmes, das kurz nach dem Attentat auf den König von Condé durch im Handstreich eingenommen worden war, wo er die königliche Garnison belagerte, die in der Stadt ausharrte, und die Eroberung abschloss. Anschließend zogen die Brüder nach Montpellier, wo sie trotz der rigorosen Verteidigung durch Joyeuse die Stadt einnehmen konnten, wobei d’Acier beschloss, d’Aubais die Leitung der Stadt zu überlassen, während er seinen Feldzug fortsetzte.

### Kurzer Friede
Obwohl der Zweite Hugenottenkrieg mit dem Frieden von Longjumeau beendet wurde, gingen die Kämpfe im Süden Frankreichs weiter. D’Acier und Montbrun wurden von Sommariva zur Schlacht verführt und in der Nähe von Montfrin besiegt. Sicher in Languedoc im Sattel, führte Joyeuse den Katholizismus in Uzès und anderen Städten wieder ein.

### Dritter Hugenottenkrieg (1568–1570)
Als Condé Ende 1568 nach seiner Flucht vom Hof in La Rochelle eintraf, rief er die protestantischen Truppen auf, ihm zu Hilfe zu kommen. D’Acier folgte dem Aufruf und versammelte in Alais ein rund 20000 Mann starkes Heer zahlreicher Hauptleute aus dem Süden, um dem Prinzen zu Hilfe zu kommen. Die Krone konnte nicht verhindern, dass seine Truppen am 1. November mit denen von Condé zusammentrafen. Ein Teil seines Heeres unter Mouvans trennte sich jedoch vom Hauptheer und wurde vom Herzog von Montpensier vernichtet.
Im folgenden Jahr, nach dem Tod von Condé in der Schlacht bei Jarnac (13. März 1569), unterstützten d’Aciers Truppen den Rückzug des Hauptteils der Armee unter Coligny. Kurz darauf, nach dem Tod von Andelot († 27. Mai 1569), wurde d’Acier zum Generaloberst der Infanterie in der Rebellenarmee befördert. Während der Belagerung von Poitiers (24. Juli–7. September 1569) wurde d’Acier schwer verwundet. Im Herbst kämpfte er zusammen mit Coligny in der weitaus entscheidenderen Schlacht bei Moncontour (3. Oktober 1569), in der die Rebellen vernichtend geschlagen wurden. Unter den vielen gefangenen führenden Protestanten geriet d’Acier in die Gefangenschaft des Grafen Santa Fiora. Durch die Intervention seines Bruders, der seine Freilassung erwirkte, wurde er vor Repressalien wegen seines militärischen Vorgehens bewahrt.

### Erbe und Konversion
In der Bartholomäusnacht (23./24. August 1572) wurde d’Acier, der zur Hochzeit von Heinrich von Navarra und Margarete von Valois in die Hauptstadt gekommen war, von seiner Frau Françoise und deren Tante Louise, Ehefreaú seines Bruders Antoine, beide aus der Familie Clermont und beide dem Hof nahestehend, geschützt. Dem Massaker folgte unmittelbar der Vierte Hugenottenkrieg.
Am 15. August 1573 starb sein Bruder Antoine an einer Krankheit, die er sich während der Belagerung von La Rochelle (11. Februar–26. Juni 1573) zugezogen hatte, so dass der Titel des Herzogs von Uzès vakant war. D’Acier konvertierte rasch zum Katholizismus, um das Erbe antreten zu können, und wurde zum zweiten Duc d’Uzès und Pair de France ernannt. Nach dem Ende des Vierten Hugenottenkriegs wurde d’Acier in seiner Funktion als Generalleutnant des Languedoc beauftragt, die Hugenotten der Region wieder zum Gehorsam gegenüber der Krone und dem Friedensedikt zu bewegen. Er berichtete der Krone, dass in der Bevölkerung eine allgemeine Unzufriedenheit mit seinen Versuchen, Recht zu sprechen, herrschte.

## Herrschaft Heinrichs III. (ab 1574)

### Die Malcontents
Im Jahr 1574 waren die Zugehörigkeiten aus religiösen Gründen nicht mehr so klar voneinander abgegrenzt. Die Malcontents, die sich aus gemäßigten katholischen und protestantischen Adligen zusammensetzten, verschworen sich gegen die Krone, doch ihr Komplott wurde aufgedeckt und der Krieg wurde wieder aufgenommen (Fünfter Hugenottenkrieg 1574–1576). Damville, Gouverneur des Languedoc, stellte eine Armee gegen die Krone auf. Der Generalleutnant d’Acier, der nun loyal für die Krone kämpfte, widersetzte sich dessen Bemühungen, das Languedoc unter Kontrolle zu bringen. Beide Seiten lieferten sich einen erbitterten Kampf, um einen entscheidenden Vorteil zu erlangen, doch keiner der beiden Befehlshaber konnte einen vollständigen Sieg erringen.

### Orden vom Heiligen Geist
Als Heinrich III. auf der Suche nach religiösen Vorteilen und im Bewusstsein der Verwässerung des Michaelsordens einen neuen Orden gründete, den Orden vom Heiligen Geist, gehörte d’Acier zu den ersten, die das Privileg erhielten: am 21. Dezember 1578 wurde er für den Ordene nominiert, am 31. Dezember 1578 wurde er aufgenommen.
Jacques II. de Crussol, 2. Duc d’Uzès starb am 7. September 1584. Sein Nachfolger wurde sein einzig überlebender Sohn Emmanuel de Crussol.

## Ehe und Nachkommen
Jacques de Crussol, Seigneur d’Acier heiratete mit Ehevertrag vom 20. August 1568 Françoise de Clermont-Tonnere, die Nichte der Frau seines Bruders Antoine, Tochter von Antoine de Clermont, Comte de Tallard-en-Viennois, und Françoise de Poitiers. Wie ihr Mann war sie Hugenottin und setzte sich am Hof für ihre Konfession ein. Sie überlebte ihren Mann und starb 1608. Gemeinsam hatten sie die zehn Kinder:
- Louise (* 11. Dezember 1571; † nach 24. April 1611); ⚭ (Ehevertrag 2. April 1590) Anne de La Jugie, Comte d’Azilles, Baron de Rieux, Maréchal de Camp († vor 24. April 1611)
- Antoine (* 12. Januar 1573; † klein)
- Henri (* 12. Januar 1573)
- Diane (* 5. Dezember 1574; † klein)
- Marie (* 12. April 1575; † März 1615); ⚭ (Ehevertrag 24. September 1591) Christophe de Chabannes, Marquis de Curton, Comte de Rochefort († 12. Juli 1636) (Haus Chabannes)
- Diane (* 21. Juni 1577; † nach 10. Oktober 1657); ⚭ (Ehevertrag 23. Dezember 1594) Jean Vincent Cadart d’Ancezune, Seigneur de Caderousse, Baron de Thor, testiert 25. Oktober 1657
- Aldonce (* 21. November 1578; † klein)
- Elisabeth (* 14. Dezember 1579); ⚭ 14. Dezember 1603 Jean Louis de Lostanges, Seigneur de Saint-Alvaire († nach 25. Januar 1615) (Lostanges (Adelsgeschlecht))
- Emmanuel (* 21. Juli 1581; † 19. Juli 1657) 1584 3. Duc d’Uzès, Prince  de Soyon, Comte de Crussol, Baron de Lévis, de Florensac etc., Pair de France; ⚭ (1) 8. Juni 1601 Claude d’Ébrard, Dame de Saint-Sulpice († vor 1632), Tochter von Bertrand d’Ébrard, Seigneur de saint-Sulpice, de La Bastie et de Cosnac, und Marguerite de Balaguier, Dame de Monluc, Marquise de Montsalès; ⚭ (2) (Ehevertrag 24. Februar 1632) Marguerite de Flaghéac, Tochter von Pierre, Baron de Flaghéac, und Marguerite de Rostaing, Witwe von Christophe, Comte d’Apchier, Vicomte de Varzeilles
- Elisabeth oder Emmanuelle (* nach 1. Dezember 1589) Äbtissin von Montmartre